# Juri Andrejewitsch Below
Juri Andrejewitsch Below (russisch Юрий Андреевич Белов; * 31. Juli 1930 in Rschew, Sowjetunion; † 31. Dezember 1991 in Moskau) war ein sowjetischer Schauspieler und Synchronsprecher.

## Herkunft und Laufbahn
Juri Belows Vater Andrei (1902–1989) war Militärangehöriger, sodass die Familie häufig umzog, darunter auch auf die Kurilen. Schon während seiner Schulzeit betätigte er sich künstlerisch und wählte daraufhing den Schauspielberuf. Das Studium absolvierte Below bis 1955 am Staatlichen All-Unions-Instituts für Kinematographie unter Olga Iwanowna Pyschowa und deren Ehemann Boris Wladimirowitsch Bibikow. Anschließend trat der Nachwuchsdarsteller für einige Zeit am Theaterstudio der Kinoschauspieler auf, darunter in Iwan Wassiljewitsch.
Im Jahr seines Abschlusses gab er in Grigori Roschals Вольница (Wolniza) sein Filmdebüt. Kurz darauf gelang Below als Hauptdarsteller in Nun schlägt’s 13! (1956) ein großer Erfolg. Auch in dem etwa parallel entstandenen Melodram Весна на Заречной улице (Wesna na Saretschnoi ulize, 1956) war er mit einer tragenden Rolle vertreten. Weitere wichtige Projekte in seiner Filmografie waren Versuch’s mit der Liebe (1959), wo er auch als Sänger zu hören war, die französisch-sowjetische Koproduktion Leon Garros sucht einen Freund (1960), Лето рядового Дедова (Leto rjadowogo Dedowa) aus der Moldauischen SSR und die an Silvester 1972 erstmals gezeigte Musikkomödie Стоянка поезда – две минуты (Stojanka poesda – dwe minuty). Letztmals war Below in dem vom Gorki-Studio produzierten Werk Двое и одна (Dwoje i odna, 1988) zu sehen. Einige Male nahm er auch Engagements als Synchronsprecher an.
Below erhielt beim Allunionsfilmfestival 1960 für Versuch’s mit der Liebe den Schauspielerpreis und gehörte in den frühen 1960er Jahren zu den beliebtesten Darstellern der Sowjetunion. Obwohl oftmals in Komödien tätig, galt er bei ihm nahestehenden Personen zugleich als sehr intelligenter und gebildeter Mensch. Mitte der 1960er Jahre entwickelte er jedoch Suizidgedanken bzw. unternahm einigen Quellen zufolge sogar einen Selbstmordversuch und verbrachte danach sechs Monate in einer psychiatrischen Klinik. Nach anderen Angaben hatte er aufgrund einer ablehnenden Äußerung über Nikita Chruschtschow Schwierigkeiten mit den Behörden. Seine Filmlaufbahn wurde dadurch bis 1968 unterbrochen, danach trat er zwar wieder regelmäßig vor die Kamera, seine Popularität hatte jedoch abgenommen. Aufgrund dessen arbeitete Below sogar zeitweise als privater Taxifahrer mit einem selbstgekauften Moskwitsch. Er verfiel später dem Alkohol und war während seiner letzten Dreharbeiten gesundheitlich schon schwer angeschlagen. Der 61-Jährige starb am frühen Morgen des Silvestertages 1991 an Herzversagen, sein Grab befindet sich auf dem zehnten Abschnitt des Kunzewoer Friedhofs.
Das Leben des Darstellers war Thema von Beiträgen in den Dokumentarfilmreihen Чтобы помнили (Tschtoby pomnili, 1994) und Как уходили кумиры (Kak uchodili kumiry, 2005).

## Privates
Während seines Studiums lebte Below etwa ein Jahr in einer Beziehung mit seiner Kommilitonin Nadeschda Wassiljewna Rymjanzewa. Anschließend war er lange allein stehend.
Mit 40 Jahren heiratete der Schauspieler seine Kollegin Swetlana Georgijewna Schwaiko (1939–1999). 1976 kam ihr Sohn Swjatoslaw zur Welt, der als Kind sehr kränklich war und besonderer Pflege bedurfte. Schwaiko gab außerdem ihren ursprünglichen Beruf auf und eröffnete mit einer Freundin ein Café, wurde aber das Opfer von Kriminellen. Da sich Juri Belows psychischer Zustand zunehmend verschlechterte, zog sie mit ihrem Sohn zu Verwandten, besuchte den Ehemann aber einmal wöchentlich.
Swjatoslaw Below wurde später Kameraassistent und zeitweiliger Mitarbeiter von Rolan Antonowitsch Bykow beim Kinderfilmfestival. Er war es auch, der seinen Vater tot in dessen Wohnung fand, nachdem er ihn telefonisch nicht erreichen konnte. In den 1990er Jahren wurde Swjatoslaw Below drogenabhängig und musste sich erstmals vor Gericht verantworten. Infolge von Bykows Tod 1998 verlor er seine Stelle bei Mosfilm. Kurz nachdem Schwaiko an Krebs gestorben war, wurde Below wegen mehrerer Gewaltdelikte zu 2,5 Jahren Haft verurteilt. Anschließend kümmerte sich die Schauspielerin Alla Sinowjewna Budnizkaja zeitweise um ihn. Nach weiteren Haftstrafen und einem Dienst als Klosternovize sagte Below 2019 in einem Interview, dass er obdachlos sei und seine Frau und seinen Stiefsohn wegen Alkoholmissbrauchs verloren habe.

## Filmografie (Auswahl)

### Darsteller
- 1955: Der Sohn (Syn)
- 1956: Nun schlägt’s 13! (Karnawalnaja notsch)
- 1959: Sterne im Mai (Maiskije swjosdy)
- 1959: Versuch’s mit der Liebe (Nepoddajuschtschijesja)
- 1961: Aljoschas Liebe (Aljoschkina ljubow)
- 1961: Leon Garros sucht einen Freund (Leon Garros ischtschet druga)
- 1962: Schwere Entscheidung (Nasch obschtschi drug)
- 1962: Husarenballade (Gusarskaya ballada)
- 1962: Kommen Sie morgen (Prichodite sawtra)
- 1963: Die Königin der Tankstelle (Korolewa bensokolonki)
- 1965: Polizeihund Muchtar (Ko mne, Muchtar!)
- 1965: Bitte, das Beschwerdebuch (Daite schalobnuju knigu)
- 1969: Übergangsalter (Perechodny wosrast)
- 1972: Die Alten, diese Räuber (Stariki-rasboiniki)
- 1979: Herbstglocken (Ossennije kolokola)

### Synchronsprecher
- 1961: Un giorno da leoni – für Tomás Milián
- 1962: Ach, du fröhliche … – für Günter Junghans
- 1962: Armleuchter in Uniform (Postman’s Knock) – für Warren Mitchell
- 1964: Gdzie jest generał? – für Jerzy Turek
- 1964: Die Kette (Werigata)
- 1965: König Drosselbart – für Horst Buder
- 1968: Der Raub der Jungfrauen (Răpirea fecioarelor) – Toma Caragiu
- 1968: Tom Sawyers und Huckleberry Finns Abenteuer (Les Aventures de Tom Sawyer) – für Marion Verdon
- 1968: Moartea lui Joe Indianu – für Marion Verdon
- 1972: Tetri qwebi – für Georgi Georgijewitsch Kawtaradse